# Менконико
Менконико (итал. Menconico) је насеље у Италији у округу Павија, региону Ломбардија.
Према процени из 2011. у насељу је живело 58 становника. Насеље се налази на надморској висини од 722 м.

## Становништво
Према резултатима пописа становништва 2011. у општини је живело 378 становника.
| 1936. | 1951. | 1961. | 1971. | 1981. | 1991. | 2001. | 2011. |
| ----- | ----- | ----- | ----- | ----- | ----- | ----- | ----- |
| 1.315 | 1.167 | 1.028 | 819   | 700   | 591   | 494   | 378   |